# Cariad Lake
Cariad Lake är en sjö i Kanada.   Den ligger i Cochrane District och provinsen Ontario, i den sydöstra delen av landet, 500 km nordväst om huvudstaden Ottawa. Cariad Lake ligger 343 meter över havet. Arean är 0,50 kvadratkilometer. Den ligger vid sjöarna  Jenner Lake och Verona Lake. Den sträcker sig 1,2 kilometer i nord-sydlig riktning, och 1,4 kilometer i öst-västlig riktning.
I omgivningarna runt Cariad Lake växer i huvudsak blandskog. Trakten runt Cariad Lake är nära nog obefolkad, med mindre än två invånare per kvadratkilometer.